# 劉元振
刘元振（1225年—1275年），字仲举，元朝将领，济南人，劉黑馬长子。
蒙哥汗时，随父父刘黑马入蜀守成都，摄万户，号令严明，麾下宿将都对他敬服。1258年，随军攻四川，为先锋。中统元年（1260年），任成都经略使总管万户，奉父命去泸州接受接受宋朝守将刘整投降，宋朝泸州主帅俞兴率领宋兵围泸州，与刘整坚守五月，援兵至才得解围。刘黑马死后，继任成都军民经略使。至元七年（1270年），改任成都副万户，兼潼川府路副招讨使。其子刘纬。